# Toptal
Toptal — глобальна віддалена компанія, яка надає платформу позаштатного співробітництва, що з'єднує підприємства з інженерами програмного забезпечення, дизайнерами, фінансовими експертами, менеджерами по продуктах та керівниками проектів. Штаб-квартири у компанії немає.

## Історія
Тасо Дю Вал та Бренден Бенешотт заснували компанію у 2010 році. Раніше Дю Вал був інженером у Fotolog та Slide.com тоді як Бенешотт був студентом Принстонського університету. Назва розшифровується як «найвищий талант», і розпочалася вона як віртуальна компанія без спеціальних офісів.
На той момент, коли Бенешотт закінчив Принстон, Toptal мав дохід понад 1 мільйон доларів. Співзасновники переїхали до Будапешта, щоб отримати доступ до розробників програмного забезпечення з меншими можливостями працевлаштування, ніж у США.

## Пошук та зростання талантів
Фірма розробила тестування особистості, мови та навичок для дистанційного відбору кандидатів інженерів, і прийняла 3 % найкращих із кількох тисяч заявників щомісяця.
Фірма узгоджує ділові відносини з розробниками з її мережі та виступає посередником щодо умов кожної вакансії. У 2015 році він розширився, включивши позаштатний дизайн. У 2016 році компанія придбала платформу фрілансерів Skillbridge, яка пропонувала бухгалтерів-фрілансерів, статистиків та консультантів з маркетингових досліджень, фінансового моделювання та належної перевірки. У 2017 році компанія запустила вертикаль, що спеціалізується на розробці програмного забезпечення та дизайнерах для автомобільної промисловості. Вона також запустила вертикаль для інженерів блокчейн у лютому 2018 року.

## Фінансування
Toptal прийняв первинний раунд фінансування у розмірі 1,4 мільйона доларів від Andreessen Horowitz та англелів бізнесу, включаючи засновника Quora Адама Д'Анджело . Кажуть, що компанія не збирала додаткових коштів з моменту насіння, оскільки це було прибутковим. У 2015 та 2016 роках річний дохід Toptal становив 80 і 100 мільйонів доларів відповідно.

## Дивитися також
- Freelancer.com
- Оновлення
- Guru.com
- Fiverr
- PeoplePerHour
- Behance
- Алоа (компанія)
- Клуб віддаленої роботи